# Metrópole de Avlona e Beócia
Metrópole de Avlona e Beócia ou Igreja dos Verdadeiros Cristãos Ortodoxos da Grécia - Sínodo do Calendário Patrístico (em grego:  Ἱερά Μητροπολιτική Σύνοδος Πατρώου Ἑορτολογίου τῆς Ἐκκλησίας Γνησίων Ὀρθοδόξων Χριστιανῶν Ἑλλάδος) é uma jurisdição ortodoxa não canônica veterocaledarista, na Grécia e em outros países, fundada em 2007 pelo metropolita Ângelo (Anastasiou). O atual primaz é Querubim (Dukatas), Metropolita de Avlona e Beócia, presidente do Santo Sínodo, desde 2021.

## História
Em janeiro de 2007, o bispo Ângelo se separou da Igreja dos Verdadeiros Cristãos Ortodoxos da Grécia - Sínodo de Calínico (Sínodo Lamiano) e formou um sínodo independente. O metropolita Ângelo entrou em comunhão eclesiástica com várias Igrejas não canônicas (algumas do novo calendário) - italiana, montenegrina e búlgara, e também tentou estabelecer relações com o Patriarcado de Kiev. A comunhão conjunta dos representantes dessas Igrejas aconteceu no Mosteiro de Avlona, perto de Atenas, no dia 23 de janeiro de 2007. Em 2008, a metrópole de Avlona estabeleceu comunhão eucarística com o Sínodo de Milão, junto com representantes dos quais, metropolita Ângelo, em maio de 2008, ordenou outro bispo em sua jurisdição. A metrópole de Avlona inclui quatro mosteiros femininos e um masculino (nos quais trabalham 123 monges e freiras), 24 paróquias na Grécia e uma paróquia na Bulgária (padre Victor em Gabrovo). Cerca de 3 mil fiéis. Em 1º de novembro de 2010, a Igreja Ortodoxa da América Latina passou a fazer parte da Metrópole Avlona. No dia 29 de março de 2011, a metrópole estabeleceu comunhão eclesiástica com a Verdadeira Igreja Ortodoxa na Rússia (Rafaelitas), e no dia 13 de julho de 2011 o correspondente Tomos foi assinado solenemente. Em 6 de março de 2011, dois bispos georgianos independentes foram admitidos na Jurisdição (as informações tornaram-se públicas apenas em meados de abril).

## Estrutura
A Igreja consiste em nove dioceses, na Grécia, Geórgia, Abecásia, Eslováquia, Croácia, Alemanha, Brasil, Equador e EUA.

## Episcopado

### Bispos
- Querubim (Dukatas) (ex-bispo de Pentápolis (16 de junho de 2010 - 16 de maio de 2021), metropolita de Avlona e Beócia (16 de maio de 2021);[1][13]
- Gabriel (Pylos), bispo da Panfília, vigário do metropolita (23 de novembro de 2009);
- Panteleimon (Eliseu), arcebispo da Colômbia e América Latina (6 de novembro de 2016).
- Basílio, bispo da Venezuela (dezembro de 2023).
- Crisóstomo (Celi), metropolita do Equador e América Latina (7 de novembro de 2010);
- Cristovão (Tsamalaidze), arcebispo de Misqueta-Tiblíssi e Santo Cartli (6 de março de 2011);
- João (Jean), corepíscopo de Lugduno (Lyon) (16 de agosto de 2011);
- Serafim (del Fattore), bispo da Sicília e exarca da Itália (24 de janeiro de 2013);
- Cleofas (Daklan), bispo das Filipinas (25 de março de 2013);
- Jeremias (Tsamalaidze), bispo (7 de novembro de 2019);
- Avvakum, bispo de Decápolis (30 de março de 2021).
- Irineos, arcebispo da América do Norte ( 19 de novembro de 2017).

### Ex-bispos
- Ângelo (Anastasiou), metropolita de Avlona e Beócia (janeiro de 2007-7 de abril de 2021), falecido;[1][13][14]
- Joatão (Zedginidze), bispo de Abkhaz e Skondite (6 de março de 2011-28 de setembro de 2017), falecido;
- Porfírio (Alexandru), bispo de Martyriópolis, vigário do metropolita (18 de maio de 2008-2 de abril de 2021), falecido.
- Cirilo (Bezerra), arcebispo do Ceará e Nordeste do Brasil (2011); (emérito desde 2020).

## Comunhão eclesiástica
- Igreja Ortodoxa Montenegrina (23 de janeiro de 2007 - 2008?);[4]
- Igreja Ortodoxa da Itália (23 de janeiro de 2007 - 2008?);[3]
- Igreja Ortodoxa Búlgara (sínodo de Metropolita Inocêncio) (23 de janeiro de 2007 - 2010);[5]
- Metrópole Ortodoxa Autônoma da Europa Ocidental e América (2008 - 8 de julho de 2011);[7]
- Igreja Autônoma Ortodoxa Verdadeira da Ucrânia (20 de maio de 2009);[15]
- Victris, Arcebispo de Lausanne (2010?);
- Igreja Ortodoxa Búlgara (Sínodo do Metropolita Gervásio) (2010 - 26 de novembro de 2011);[16]
- Metrópole Ortodoxa Autônoma das Américas e das Ilhas Britânicas (27 de fevereiro de 2011);[17]
- A Verdadeira Igreja Ortodoxa da Rússia (Rafaelitas) (13 de julho de 2011);[9]
- Metrópole Autônoma de Cristãos Ortodoxos do Antigo Calendário na Itália (janeiro de 2012 - 24 de janeiro de 2013).[18]